# Callipallenidae
Famille
Les Callipallenidae sont une famille de pycnogonides, de l'ordre des Pantopoda.

## Liste des genres
Selon PycnoBase et World Register of Marine Species (28 mai 2016) :
- genre Anoropallene Stock, 1956
- genre Austropallene Hodgson, 1915
- genre Bamberene Staples, 2014
- genre Bradypallene Kim & Hong, 1987
- genre Callipallene Flynn, 1929
- genre Cheilopallene Stock, 1955
- genre Cordylochele Sars, 1888
- genre Meridionale Staples, 2014
- genre Neopallene Dohrn, 1881

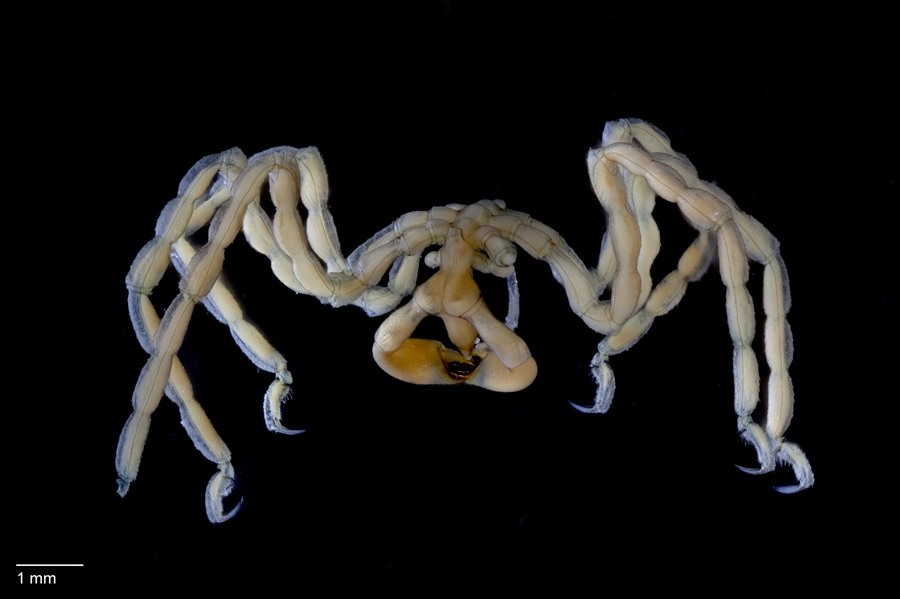
Pseudopallene pachycheira de face.

- genre Oropallene Schimkewitsch, 1930
- genre Pallenoides Stock, 1951
- genre Parapallene Carpenter, 1892
- genre Propallene Schimkewitsch, 1909
- genre Pseudopallene Wilson, 1878
- genre Safropallene Arnaud & Child, 1988
- genre Seguapallene Pushkin, 1975
- genre Stylopallene Clark, 1963

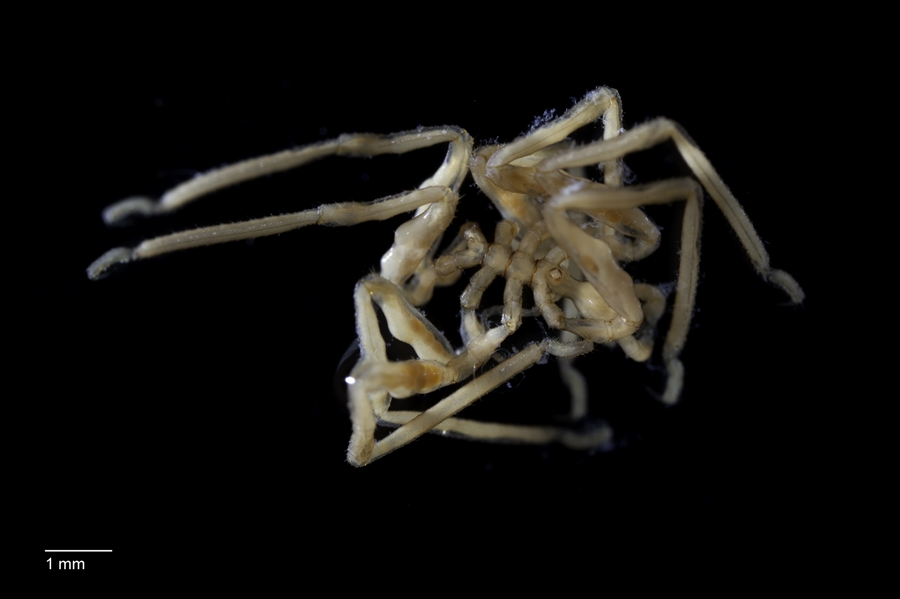
Callipallene micracantha
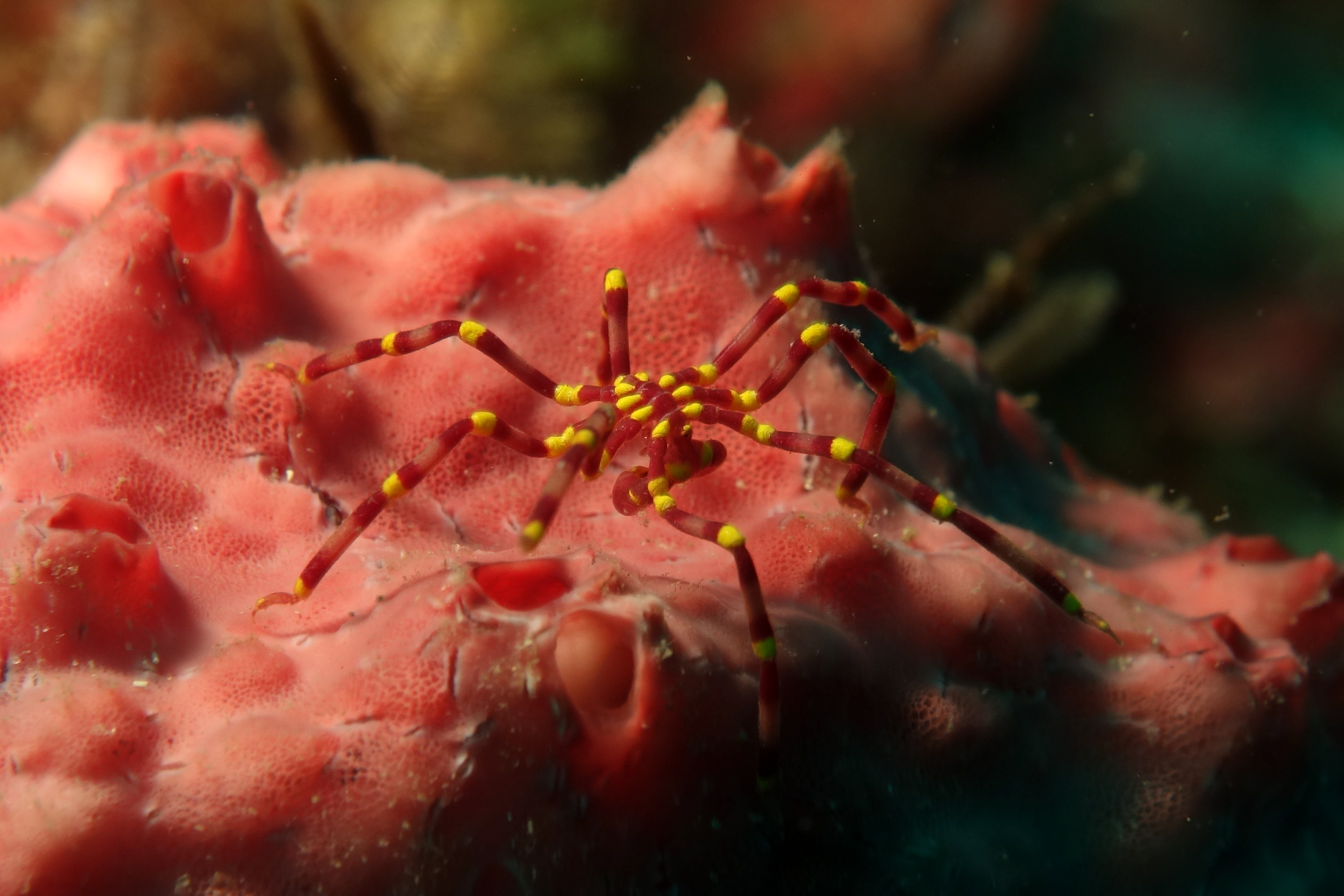
Meridionale harrisi
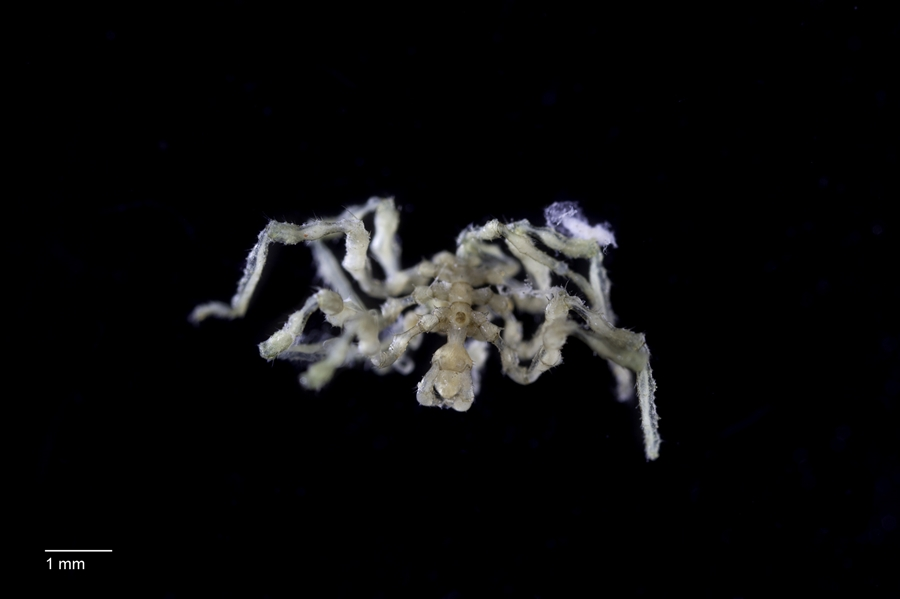
Oropallene minor
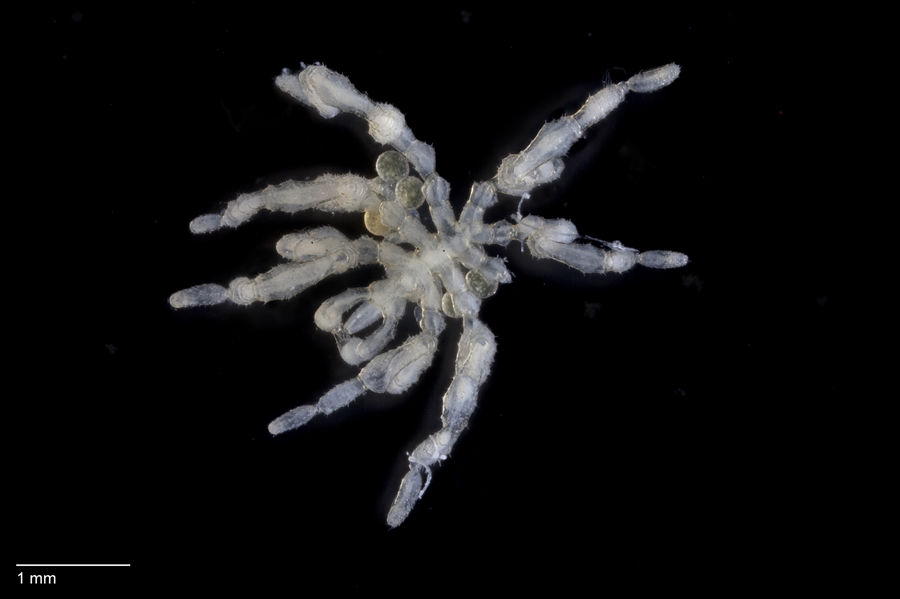
Pallenoides stylirostrum
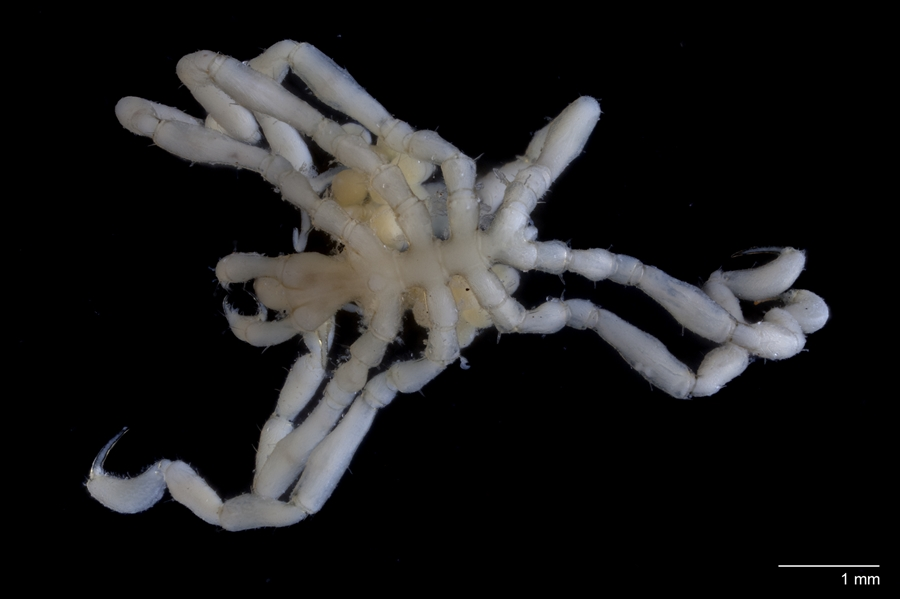
Propallene vagus
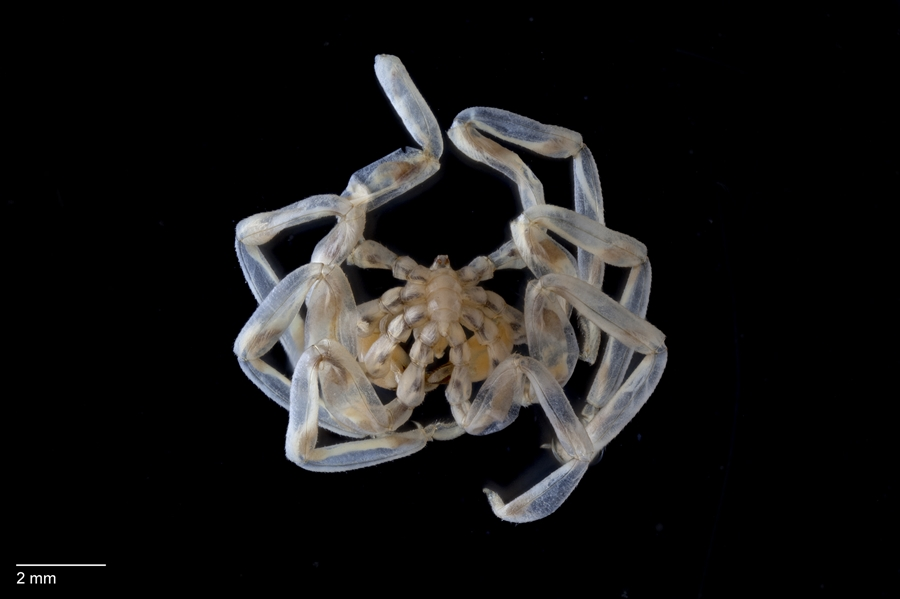
Pseudopallene watsonae
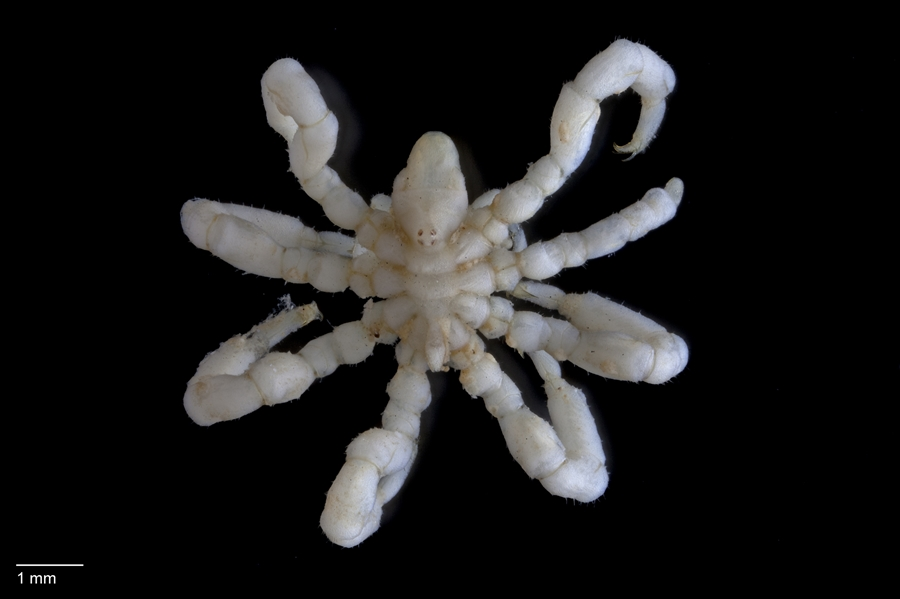
Pycnothea flynni
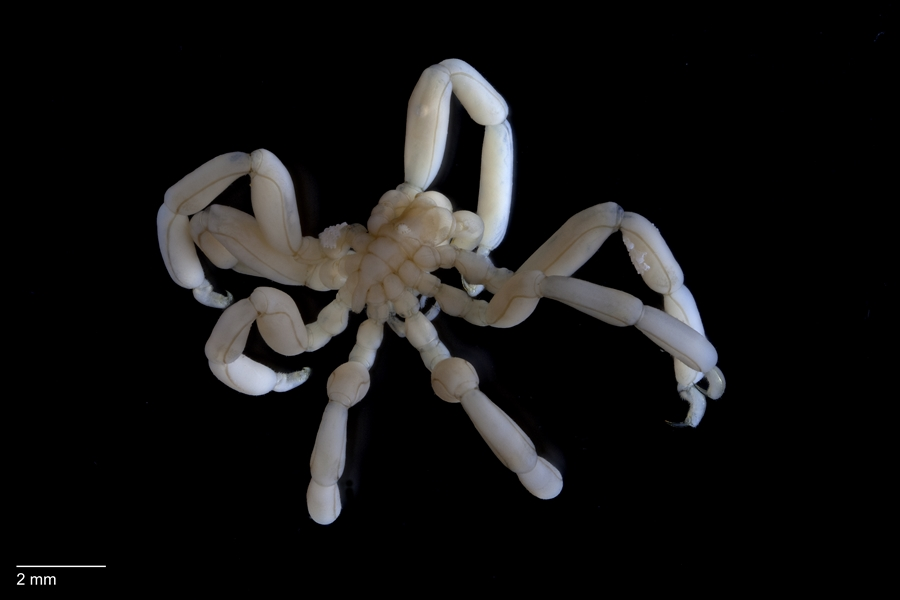
Stylopallene cheilorhynchus